# Tritonia griegi
Tritonia griegi är en snäckart som beskrevs av Edhner 1922. Tritonia griegi ingår i släktet Tritonia och familjen Tritoniidae. Inga underarter finns listade i Catalogue of Life.